# Naturschutzgebiet Mintarder Ruhrtalhang und Mintarder Berg
Koordinaten: 51° 22′ 19″ N, 6° 53′ 46″ O

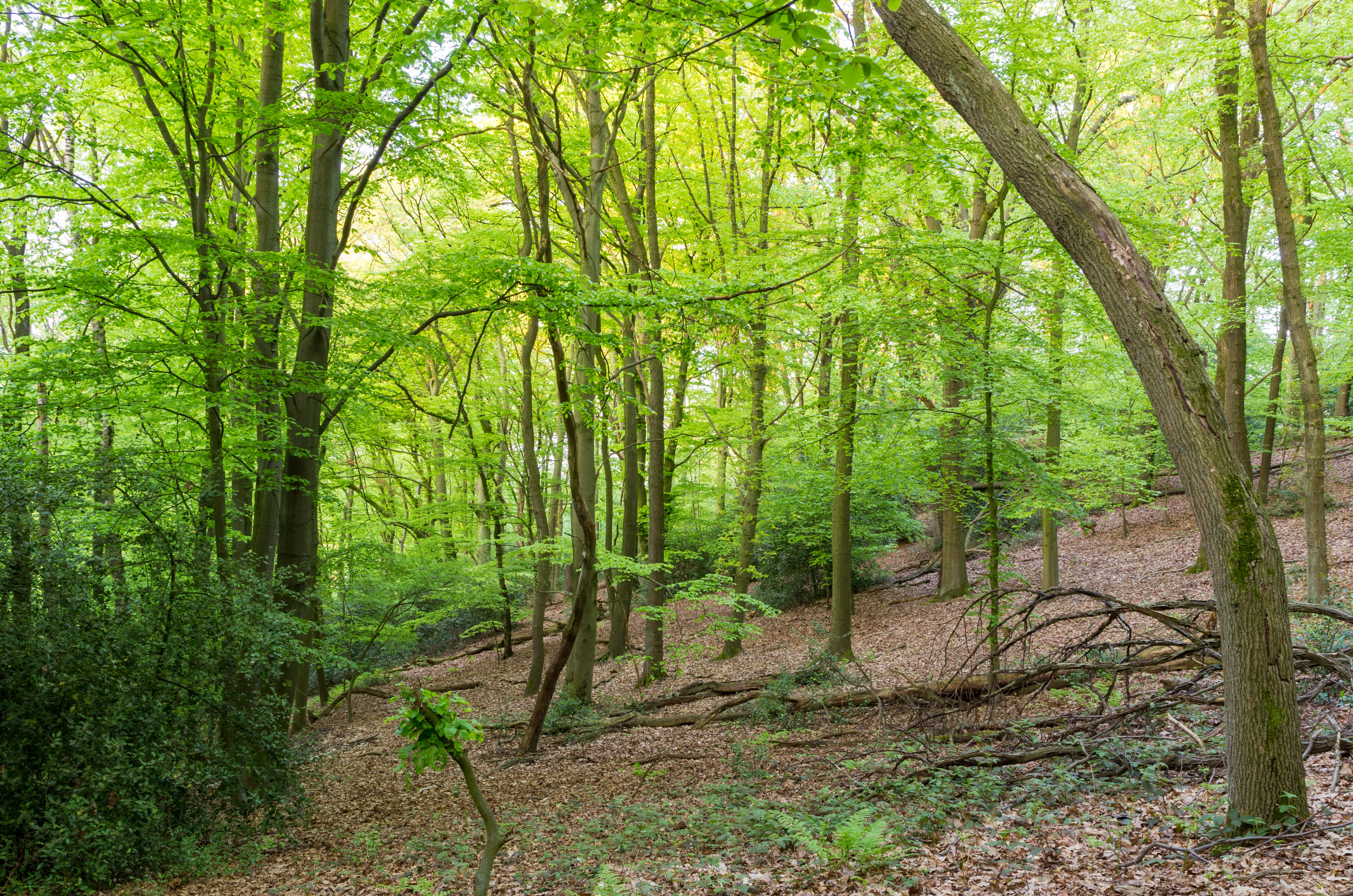
Naturschutzgebiet Mintarder Ruhrtalhang und Mintarder Berg (Mai 2017)

Das Naturschutzgebiet Mintarder Ruhrtalhang und Mintarder Berg liegt auf dem Gebiet der kreisfreien Stadt Mülheim an der Ruhr in Nordrhein-Westfalen. 
Das Gebiet erstreckt sich südlich der Kernstadt von Mülheim an der Ruhr und östlich von Selbeck, einem Ortsteil von Mülheim an der Ruhr, rund um den 116 Meter hohen Mintarder Berg. Am nordwestlichen Rand des Gebietes verläuft die A 52, östlich die Landesstraße L 62 und fließt die Ruhr und am südlichen Rand verläuft die Kreisstraße K 19. Nördlich erstreckt sich das etwa 47,5 ha große Naturschutzgebiet (NSG) Ruhrtalhang am Auberg und südöstlich das etwa 199 ha große NSG Wälder bei Hugenpoet und Landsberg.

## Bedeutung
Das etwa 28,9 ha große Gebiet wurde im Jahr 2005 unter der Schlüsselnummer MH-019 unter Naturschutz gestellt. Schutzziel ist der Erhalt eines großen Waldgebietes mit schutzwürdigen Magergrünlandbereichen und Heiden am westlichen Prallhang der Ruhr.